# 2号弗吉尼亚州州道

在維吉尼亞州的位置

維吉尼亞州2號公路（Virginia State Highway 2）的兩端為里奇蒙與弗雷德里克斯堡（Fredericksburg），沿途有通往里奇蒙的美國國道301和95號州際高速公路。1940年建立，全長85.42公里。